# 奧利夫希爾鎮區 (北卡羅萊納州珀森縣)
奧利夫希爾鎮區（英語：Olive Hill Township）是位於美國北卡羅萊納州珀森縣的一個鎮區。

## 地方資料
奧利夫希爾鎮區的面積為110.59平方千米，皆為陸地。根據2020年美國人口普查的數據，當地共有人口1610人，而人口密度為每平方千米14.56人。